# Xã Sterling, Quận Rice, Kansas
Xã Sterling (tiếng Anh: Sterling Township) là một xã thuộc quận Rice, tiểu bang Kansas, Hoa Kỳ. Năm 2010, dân số của xã này là 221 người.